# アクロバット (U2の曲)
「アクロバット」（Acrobat）は『アクトン・ベイビー(Achtung Baby)』に収録されているU2の楽曲である。

## 概要
1989年、Lovetownツアーで訪れたニュージーランドのオークランド公演でのサウンドチェックの際にエッジが作ったリフが元になっている。U2に相応しくないビートの曲だと思っていたらしく、またレコーディング中はバンドの強みを生かそうとするラノワと自分の弱さを曝け出し、実験的であろうとするバンドの間に軋轢があった。
歌詞はシラキューズ大学でルー・リードが師事したデルモア・シュワルツというユダヤ人小説家から影響を受けたもので、歌詞の最後の方にある「In Dreams Begin Responsibilities」という一節は、彼の唯一の短編集からの借用である。曲のテーマはロックスターになったことにより、自分たちの中にあることに気づいた偽善、そして自分たちの中に芽生えた疎外感、そして道徳的危機である。
ボノは思ったほど人気が出ないがお気に入りの1曲に挙げている。

## ライブ
ファンがU2に求めるものと違うという理由でライブで長らく演奏されたことはなかったが、1992年にZoo TVツアー3rdレグに先立つリハーサルでアコギで1度だけ演奏されたことがあり、その際、「Zoo Station」に繋がる形で演奏されており、ライブのオープニングに使うつもりだったようである。ウィリー・ウィリアムズによれば素晴らしい演奏だったということである。
そしてエクスペリエンス&イノセンス・ツアーでついに初めてライブで演奏された。